# SISTAR'S SHOWTIME
《SISTAR'S SHOWTIME》（韓語：씨스타의 쇼타임）是于2015年1月8日至2015年2月26日在韩国MBC every1播出的真人秀节目，由女子组合SISTAR担当主角。

## 节目介绍
基于观众们对SISTAR的好奇心而打造的节目。

## 演出成员
- 寶拉
- 孝琳
- 韶宥
- 多順

## 播出列表
| 集数 | 播放日期      | 标题                   |
| ---- | ------------- | ---------------------- |
| 1    | 2015年1月8日  | 孝琳's happy house     |
| 2    | 2015年1月15日 | 男士们的Q              |
| 3    | 2015年1月22日 | SISTAR的为您介绍男朋友 |
| 4    | 2015年1月29日 | 寶拉的脱离             |
| 5    | 2015年2月5日  | SISTAR的“NEW”合作      |
| 6    | 2015年2月12日 | 她们的单人生活         |
| 7    | 2015年2月19日 | 宿舍生活归来           |
| 8    | 2015年2月26日 | 宿舍生活归来2          |

## 系列节目
1. 《EXO's SHOWTIME》（2013－2014年）
2. 《SHOWTIME - Burning the BEAST》（2014年）
3. 《Apink's SHOWTIME》（2014年）
4. 《SISTAR'S SHOWTIME》（2015年）
5. 《EXID's SHOWTIME》（2015年）
6. 《SHOWTIME Infinite》（2015－2016年）
7. 《SHOWTIME MAMAMOO X GFRIEND》（2016年）